# Economia de l'Imperi Romà d'Orient

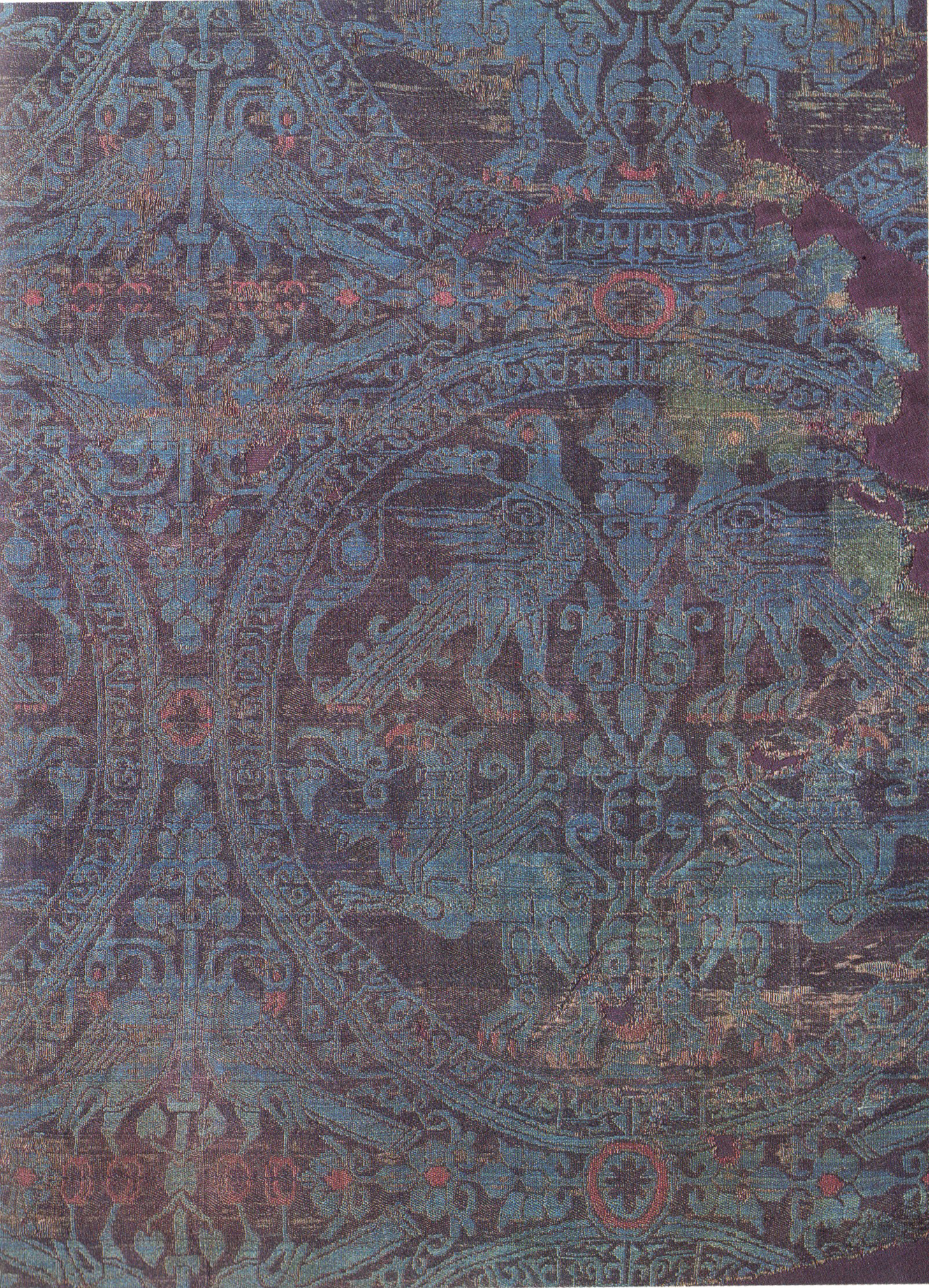
La seda constituïa un dels pilars de l'economia romana d'Orient, servint no només com a matèria de vestit o de tapisseria, sinó també com un article de prestigi que recompensava als alts funcionaris del règim i honorava els dignataris estrangers.

L'economia de l'Imperi Romà d'Orient va agafar ràpidament un gran impuls després de la fundació de Constantinoble l'any 330, la qual va esdevenir ràpidament la clau de volta del comerç a la Mediterrània al segle vi. L'Imperi Romà d'Orient estenia llavors les seves ramificacions des d'Euràsia a l'Àfrica del Nord. Aquest creixement, es veuria frenat per l'extensió de les conquestes àrabs a partir del segle vii, que van iniciar un període de declivi i estancament quan Constantinoble va perdre territori a Àsia. Les reformes de Constantí V (r. 741 - 775), havien de marcar el començament d'una renovació que es mantindrà fins a la conquesta pels llatins a partir de la Quarta Croada l'any 1204. Durant aquest període, que constituirà l'edat d'or de la seva economia, l'Imperi Romà d'Orient va projectar una imatge de luxe que feia l'enveja dels viatgers estrangers en visita o en missió a la capital. Després de l'efímer Imperi Llatí (1204-1261) i la restauració de l'imperi per Miquel VIII Paleòleg (emperador romà d'Orient del 1261 a 1282), assistirem a una temptativa de restauració de l'economia, que no va poder materialitzar-se. L'Imperi Romà no controlaria més el paper de les seves forces econòmiques tant a l'interior com a l'exterior de l'imperi.
El comerç era la principal força econòmica de l'imperi. L'Estat controlava totalment el comerç domèstic i internacional, i conservava el monopoli de l'emissió de la moneda. Constantinoble va romandre el centre comercial mes important d'Europa durant bona part de l'edat mitjana, fins que les repúbliques italianes, en primer lloc Venècia, vindrien a erosionar aquest monopoli per desempallegar-se de les taxes imposades per l'imperi sota els Comnens, a continuació de l'Imperi Llatí.

## Poblament i demografia

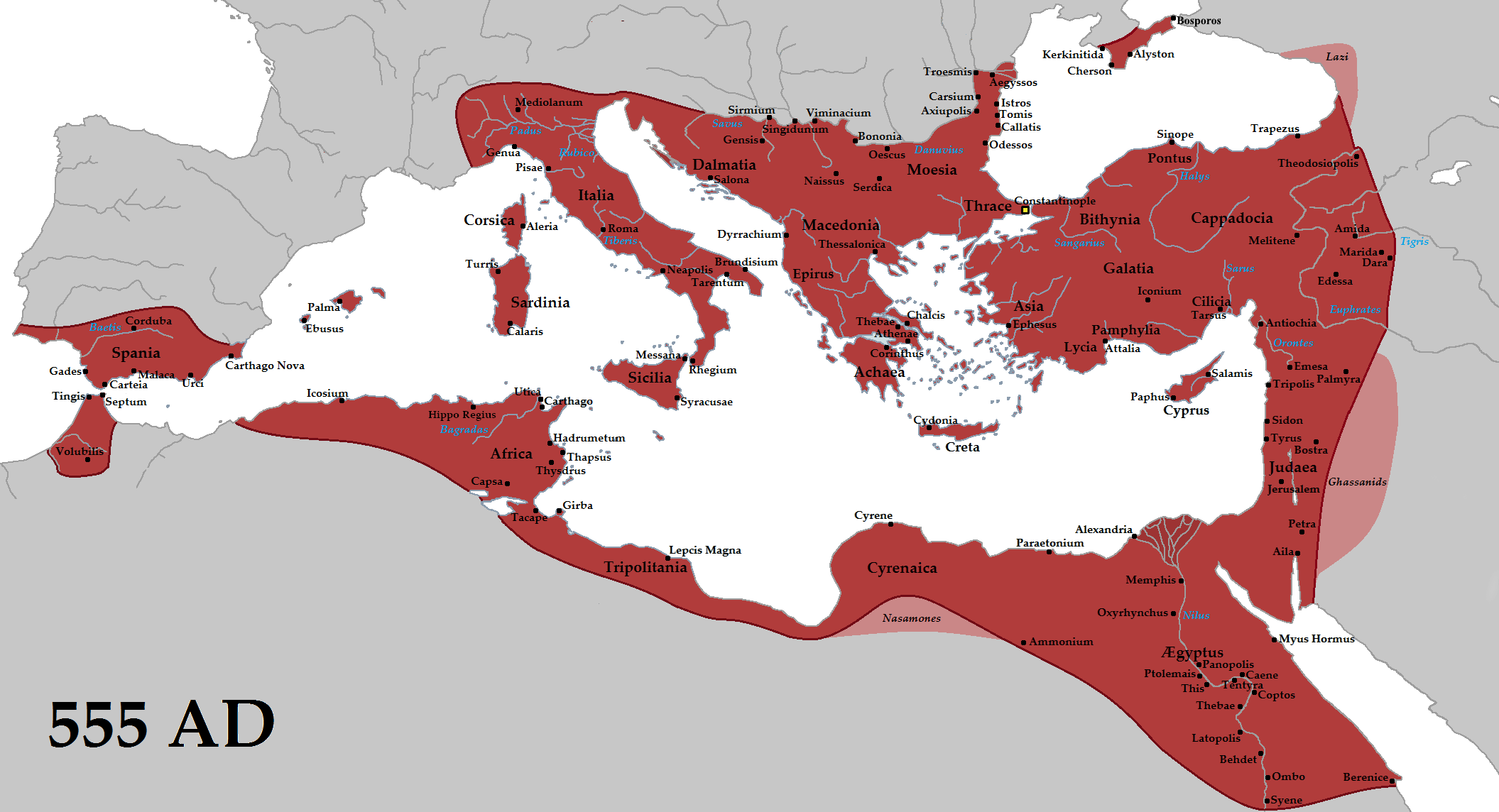
L'Imperi Romà d'Orient a la seva expansió més gran durant l'època de Justinià

De Dioclecià (r. 284-305) a Marcià (r. 450-457), l'agricultura i la població semblaren haver-se estabilitzat tant a Orient com a Occident, havent minvat relativament on es van produir les invasions bàrbares. Les grans ciutats d'Orient podrien haver augmentat lleugerament la seva població, però és possible que aquest increment no fos mes que el resultat de l'èxode dels espais rurals cap a les ciutats a conseqüència de les incursions invasores. Sota Marcià, Constantinoble deuria tenir aproximadament unes 200.000 persones, si es calcula l'espai habitable a l'interior dels seus murs; mentre que Alexandria comptaria aproximadament amb 122.000 habitants, i Antioquia aproximadament uns 150 000 durant la meitat del segle iv. A partir del regnat de Marcià, les dificultats econòmiques comencen a desaparèixer. La política poc bel·licista de l'emperador va permetre disminuir les despeses que ocasionà l'exèrcit, i la població començarà a créixer per primer cop des de segle iv.
Fins a la fi del regnat d'Heracli (r. 610-641), l'Imperi Romà d'Orient disposa d'una potència a la Mediterrània amb unes fronteres que s'estenien des de l'Àfrica del Nord al sud, el Mar Roig i l'Eufrates a l'est, i el Danubi al nord. La seva població comptava llavors menys de 20 milions d'habitants a la seva part occidental, mentre que a l'oriental es trobava en un estat canviant, condicionada al nord dels Balcans per les incursions dels segles V i VI dC, llevat de Síria i Palestina que comptarien llavors amb una gran puixança. Tanmateix, la pesta bubònica (sobrenomenada "pesta justiniana") que sorgí l'any 542, i va aparèixer de manera recurrent cada vegada de manera mes espaiada fins al segle vii, farà estralls considerables dins els entorns urbans i les zones mes densament poblades.
Les coses van canviar a partir del segle vii fins al ix dC, quan es comencen a produir grans moviments de població a l'interior de l'Imperi. Alguns emperadors procediren a trasllats massius de població, fos per a repoblar algunes zones abandonades per la seva població, o abandonades pels invasors, o per prevenir-ne de noves. Així, Justinià II (r. 685-695, 705-711) l'any 691 va moure un gran nombre de xipriotes cap a la regió de Cízic, d'on havien marxat diverses incursions àrabs contra Constantinoble. Així mateix, transferirà diversos milers d'eslaus vençuts a Grècia cap a la província de Bitínia. L'any 751 dC, Constantí V (r. 741-775) s'apoderà de Melitene que havia destruït abans de traslladar els seus habitants en Tràcia. L'onada àrab seguida de l'ofensiva turca al segle vi privà l'imperi de diversos milions d'habitants fent-li perdre Síria, Egipte, l'Armènia, Àfrica i una bona part de l'Àsia Menor. Però tot i restar a l'Imperi de diversos territoris que el van pertànyer fins llavors, aquestes invasions crearen onades de refugiats que es van instal·lar en ambients lleugerament hel·lenitzats. Cas dels armenis que s'instal·len al segle viii a la meitat oriental d'Àsia Menor. A Europa, els eslaus van omplir progressivament els espais encara buits dels territoris envaïts, quan aquesta regió , amb una població mes nombrosa, estava sota els dominis de Constantí V. A les províncies d'Itàlia, l'exarcat de Ravenna resistí als atacs llombards, que també aportaren una nova població. Sobre el segle vi, al sud d'Itàlia, les ciutats com Bari on Tàrent van experimentar el mateix creixement demogràfic que s'observà en altres espais europeus, fins que els normands els van treure de les mans romanes d'Orient.
El segle vii esdevingué també una època en què la llengua grega reemplaçaria el llatí com a llengua de l'administració. Llengua de cultura, de religió i de comunicació, afavoriria l'hel·lenització i l'assimilació, d'algunes poblacions que integraven l'imperi, però fonamentalment de les elits que buscaven pujar d'escala social i atreure l'atenció de l'emperador.

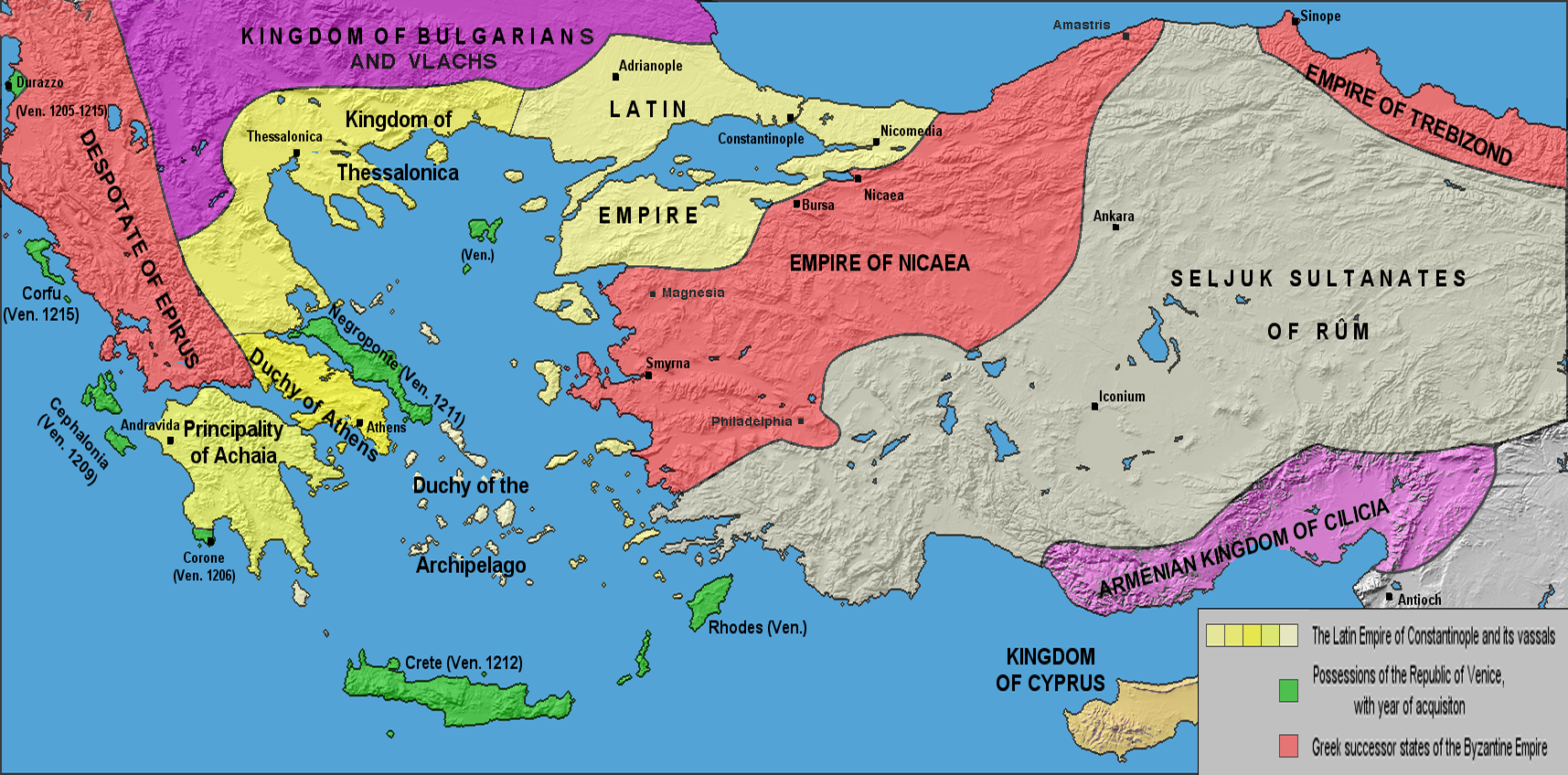
L'Imperi Llatí i dels estats successors l'any 1204

El setge de Constantinoble a les mans dels croats l'any 1204 provocà l'èxode de les elits dirigents. En aquest moment, la ciutat comptava aproximadament amb 400.000 habitants entre l'Àsia Menor (Imperi de Nicea i de l'Imperi de Trebisonda), i la Grècia continental (Despotat de l'Epir, Ducat d'Atenes, Principat d'Acaia).
El segle xiii estaria també marcat per la migració dels seljúcides cap a l'oest, tot seguida de les invasions mongoles de 1243. A la primavera 1265, l'emperador romà d'Orient Miquel VIII Paleòleg (emperador a Constantinoble de 1261 - 1282) s'enfrontaria directament als mongols a la Tràcia oriental, enfrontament que esdevindrà una gran desfeta, amb el pillatge a la regió per part de l'exèrcit mongol vencedor.
El segle XIV veurà l'establiment dels Albanesos a Grècia central, a Beòcia i Àtica, així com a Morea, i la creació de principats a Durrës, Arta, Avlon i Kroia. Però els dos esdeveniments que van tenir una major repercussió en l'economia van ser sens dubte la pesta negra, responsable de l'ocàs demogràfic a la segona meitat del XIVe. Aquesta, va arribar a Constantinoble l'any 1347 i va destrossar la capital onze vegades fins al 1467. Per altra banda, també va afavorir l'establiment progressiu de les posicions comercials amalfitanes, després de les dels genovesos, pisans i sobretot venecians. Aquests darrers, se'ls va proveir d'exoneracions duaneres pel crisòbul de Basili II (r. 960-1025) de l'any 992. Els esmentats avantatges duaners, permetrien a Venècia substituir el seu comerç pel de l'Imperi Romà d'Orient, un cop executada la caiguda de Constantinoble. L'imperi comercial venecià es constituiria per les illes gregues i dàlmates en principi, i de la Dalmàcia continental a continuació.

## Economia i societats rurals

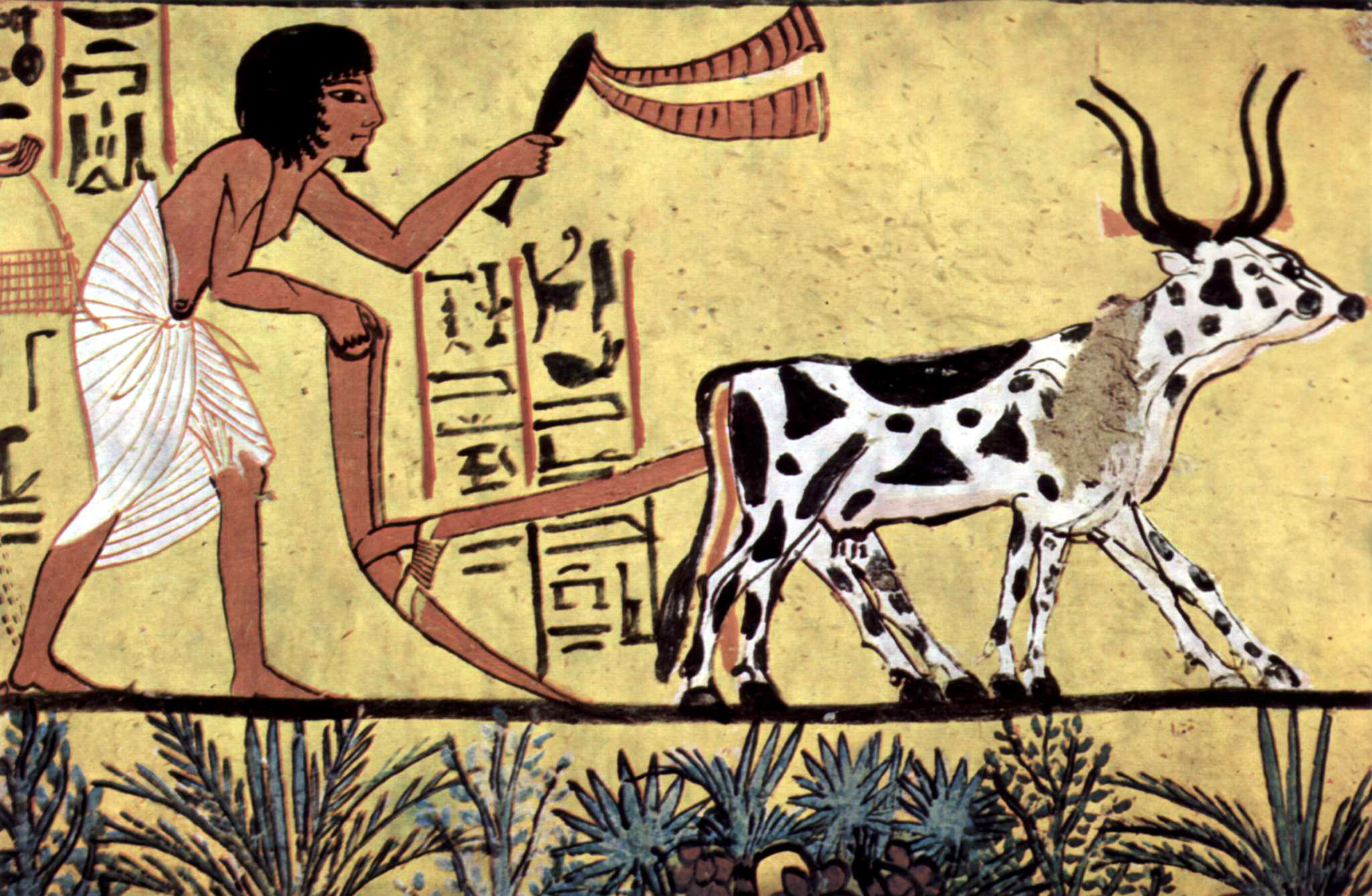
Després haver-se constituït com el graner de Roma, Egipte ho va continuar sent durant segles pel de Constantinoble.

El medi rural ocupava un espai central a l'economia romana d'Orient, ja que representava en principi un 90 % de la població i 80 % de la mà d'obra activa. Calia alimentar la capital i les altres grans ciutats, mentre servien com a base de reclutament dels homes que formaven part del seu exèrcit fins al segle x. La major part de la riquesa sortida del camp, es gastava a les ciutats per alimentació dels funcionaris, soldats, les pensions i les gratificacions que gestionava l'estat romà d'Orient.
Al seu apogeu, l'Imperi Romà d'Orient s'estenia sobre diverses zones climàtiques que permetien produccions diverses i complementàries. Excepte a la vora de les zones àrides, les pluges eren prou abundants per permetre el policultiu i la ramaderia per a necessitats domèstiques, l'agricultura comercial per a exportació, artesania i activitats industrials.
El blat, essencial a la subsistència de Constantinoble, es conreava a Egipte, Tràcia, Àsia Menor, Àfrica del Nord i a Sicília. La vinya i l'olivera, que es trobaven a tot arreu on el clima fos favorable, van esdevenir els principals productes de l'agricultura comercial. Una vinya era capaç de poder recuperar deu vegades més la producció que un terreny de la mateixa superfície cultivada en blat. La ramaderia és gestionava en funció del clima i de l'altitud: bovins a les planes d'Àsia Menor, així com a la resta de zones de Grècia i els búfals al delta del Nil. El porc, criat generalment en llibertat als boscos, abundava al sud d'Itàlia.
La ceràmica era un dels principals productes de artesanat rural, i es fabricava generalment als pobles vora les zones muntanyoses que proporcionaven les matèries primeres, o prop de les regions vitivinícoles a les quals subministrava els recipients. Algunes regions van ser famoses pels seus especialistes que treballaven de ciutat en ciutat: paletes d'Isàuria, ferrers de Cilícia, etc.
La propietat de la terra es dividia entre petits camperols i grans propietaris, pertanyents a famílies benestants, i fins i tot a l'Església, a partir del segle vi. L'explotació familiar incloïa a dues o tres generacions que habitaven en una casa en què, habitualment hi havia el seu propi jardí. Moltes vegades, aquestes explotacions familiars s'agrupaven en pobles. Més enllà del poble s'iniciava la zona de cultius en ple camp i, a la perifèria d'aquesta, una zona de bosc i erms que servien de pastura pel bestiar. La seva propietat era col·lectiva, del poble al qual pertanyien els límits que s'havien marcat durant el període romà.
Els impostos es calculaven segons les possessions registrades (stichos) de cada contribuent, mentre que la responsabilitat fiscal corresponia al poble treballador (chôrion). Si un contribuent no podia pagar els seus impostos, era responsabilitat de la comunitat (koinotès tou chôriou) responsabilitzar-se dels mateixos. Aquesta adquiria llavors el dret de gaudi de la terra, i el de refús en cas de venda.
A finals del segle viii es va caracteritzar per una accentuació dels contrastos socials: l'aparició d'una nova aristocràcia rural i la multiplicació dels grans dominis (proasteion). La família de Flavi Focas començà a desmarcar-se des del mig del segle ix. Certs emperadors, com Romà Lecapè (r. 920-944), Constantí VII (r. 944-959) i Basili II (r. 960-1025) tractarien de lluitar contra l'enriquiment dels «poderosos » (plousioi, euporoi) prohibint que compréssin les terres als pobles on ja en eren propietaris. Les seves intencions no donarien els fruits esperats, com ho mostren les nombroses renovacions d'aquesta prohibició. És cert que al mateix temps, els emperadors van prendre mesures on els resultats obtinguts anaren en contra de les seves intencions. Així, a final del segle x les terres d'impostos improductius, tornarien a l'Estat, eliminant-los de la jurisdicció del poble. L'estat, com a propietari d'aquestes terres, podia donar-les en lloguer o ser comprades per les elits benestants. De la mateixa manera, les exempcions fiscals preses a favor de l'Església, sobretot per l'emperadriu Irene (regent 780; emperadriu 797-802), incitarien a certs grans propietaris a transformar les seves propietats en monestirs per escapar al fisc (vegeu-ne l'exemple de Miquel Ataliota a sota).
A finals del segle xi, és el propi estat que es transformaria en explotador agrari. Després d'haver conclòs que els ingressos que podia assegurar per aquestes explotacions eren superiors als impostos que podia esperar, l'estat romà d'Orient dedicarà alguns dels seus dominis a la ramaderia per a les necessitats de l'exèrcit, i d'altres a produir els ingressos adreçats a diversos serveis públics, com correus, amb finalitats de beneficència.
Del segle vii fins al segle x l'agricultura romana d'Orient era mes avançada que la d'Occident. Posteriorment, aquesta tendència s'invertiria. El seu declivi progressiu estaria directament relacionat amb la puixança dels grans terratinents. Les causes del mateix, s'explicarien pel fet que les tècniques i les eines dels pagesos que estaven ben adaptades a les condicions dels sòls conreats, va fer que la tecnologia no evolucionés en gairebé en decurs del segle vii, contràriament al que passava a occident. Com a conseqüència, els rendiments continuarien sent baixos, no permetent les inversions necessàries per augmentar la producció, ni els ingressos necessaris per als nous impostos exigits per finançar l'exèrcit, eina essencial per la política de conquesta de certs emperadors.
Els canvis polítics provocats pel setge de Constantinoble durant la Quarta Croada no es van traduir en grans canvis econòmics en el camp, excepte que la producció dels grans dominis seria feta fonamentalment per nous propietaris que substituiran els precedents. També es desenvolupà a partir del segle xii el sistema de la pronea, segons el qual un servidor de l'Estat no se li donava un salari, però si el gaudi dels ingressos fiscals i econòmics d'uns terrenys que pertanyien a l'Estat. La meitat d'aquesta quantitat es devia a impostos pagats per les empreses propietàries de les terres, i l'altra meitat a exempcions fiscals, amb els beneficis generats per l'explotació agrícola.
A l'Imperi de Nicea, Joan III Vatatzes (r. 1221-1254) es va convertir en agricultor ell mateix per estimular l'autosuficiència del seu imperi, i no va dubtar en vendre els seus excedents als seljúcides veïns. A Grècia continental, hi va haver una prosperitat modesta, degut al desenvolupament del comerç interregional entre Tessàlia i l'Epir, Morea, Tràcia i Macedònia. A partir de 1340, les carreteres de Macedònia cap a la Tràcia, i cap a la capital es van tancar a causa de la inseguretat permanent.
El mitjans del segle xiv es viurà un declivi important de l'economia rural, a causa de la despoblació deguda a la pesta negra, de les guerres civils palèolegs-cantazucens (1341-1357), la independència i expansió sèrbia, així com el progrés de la conquesta otomana. Diversos grans dominis serien cedits per l'aristocràcia als monestirs que, encara que eren bons administradors, tenien poca vocació emprenedora. Caldrà esperar a la pau que seguirà la conquesta otomana per presenciar una recuperació de l'economia rural.

## Economia i societats urbanes

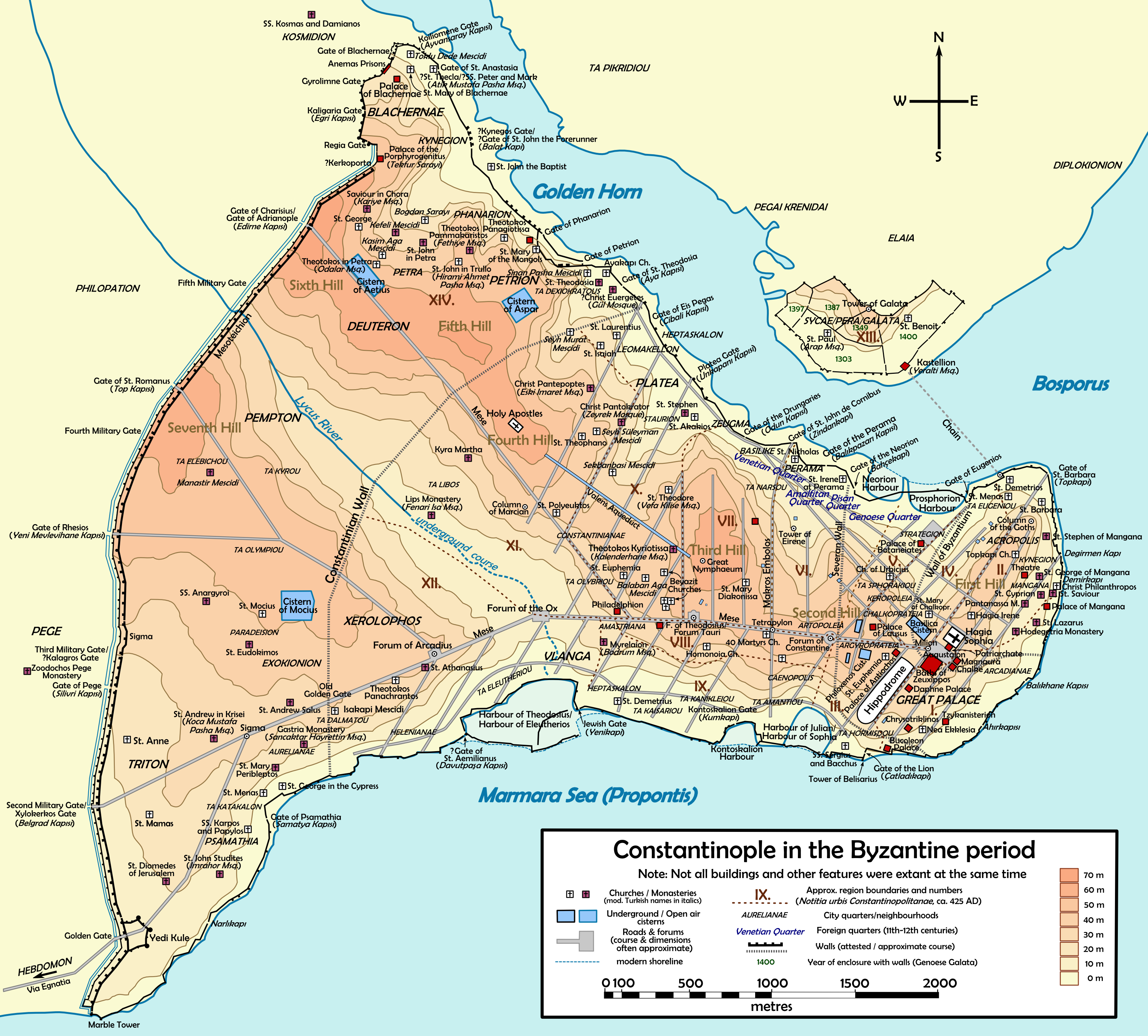
Constantinoble i les seves muralles durant l'Imperi Romà d'Orient.

Mentre que l'Occident va ser devastat per les invasions bàrbares, el nombre de ciutats de mes de 100.000 habitants entre els segles V i VI va anar creixent gràcies als nuclis imperials d'Àsia Menor, Síria, Mesopotàmia, així com a Egipte abans de la invasió àrab. A més de Constantinoble, amb una xifra de població que es xifrava sobre els 400.000 habitants, Alexandria a Egipte i, la seva rival, Antioquia de l'Orontes a Síria, Trebisonda sobre la mar Negra, Tessalònica sobre la costa i Filipos als Balcans, eren ciutats en ascens fins a mitjan segle v. Sobrevingué llavors un període d'ocàs que afectaria de forma desigual, i en dates diferents les províncies de l'imperi. En primer lloc arribarà a Illyricum, amb la conquesta persa a l'Àsia Menor del segle viii, sense arribar a Síria i Egipte, que experimentarien una sacsejada després de la seva integració econòmica a l'imperi dels Omeies. La pesta justiniana va començar l'any 542 a difondre's, i afectà a continuació tota la Mediterrània. Sorprendria sobretot els nuclis urbans ja afeblits pels anys freds i plujosos del 536 i següents, i continuaria fent estralls fins al mitjans de segle. Per aquest motiu, serà una de les principals causes d'aquest descens poblacional.
La vida a les ciutats va estar marcada per les desigualtats entre els rics (plousioi, euporoi), i els treballadors, pobres coneguts a "miserables" (pénètes, ptôchoi). Segons unedicte de Justinià en data de 534 el prefecte d'Àfrica tenia un salari de 7.200 sòlids, l'augustal d'Alexandria uns 2.880 sòlids, els oficials superiors de l'exèrcit 50 sòlids, i els soldats rasos aproximadament 10 sòlids. A la població civil, un treballador mig no guanyava mes que un terç de sòlids per mes, que era la meitat del sou d'un soldat base. D'aquesta quantitat, aproximadament un 80 % es dedicava a l'aliment. D'aquí la importància de les institucions benèfiques (hospitals - xena; hospicis per a estrangers, ancians o dones abandonades - xenodocheia, gerokomeia, matronea), per la distribució d'aliments, o de funerals gratuïts que l'estat va posar en marxa a partir del segle IV. Aquesta era una manera de controlar les revoltes per part de l'Església, que tenia l'obligació legal de consagrar-hi un quart dels seus ingressos. Però també pels rics qui hi veien una manera de crear-se una clientela sobre terra i d'assegurar la seva salvació en el més enllà.
A partir del segle ix es va produir una recuperació demogràfica que va impulsar la reactivació de la producció agrícola. El superàvit de les produccions agràries es venia a les ciutats. Això va provocar una reactivació del comerç a partir de mitjan segle ix. A més, el progrés de l'habitatge a gran escala en zones rurals, i les càrregues fiscals assenyalades, ja en aquest segle, accelerarien l'èxode rural, fet que provocà la creació d'una nova població artesana urbana. Mentre que la ceràmica senzilla es continuava fabricant en zones agrícoles, a les ciutats es desenvoluparien uns tallers artesanals especialitzats que produiran una ceràmica de major qualitat. El mateix va passar amb els tèxtils. Els teixits mes senzills es produïen al camp, mentre que els mes fins eren fets a les zones urbanes. Alguns ciutats van ser famoses per la seva producció: Cherson, a Crimea fabricava eines de foneria i matrius de pedra per a la fabricació d'anells i creus; Pèrgam, a Àsia exportava fletxes de ferro. Finalment, Constantinoble tenia pràcticament el monopoli de les joies i esmalts fins, així com els autòmats utilitzats a la cort.
Els artesans i comerciants s'agrupaven en oficis en cossos d'oficis (systèmata o somateia), que asseguraven les relacions entra els seus membres i el govern. Per als artesans i les petites empreses, la unitat de base era la botiga (ergastèrion), que portava com qualificatiu el nom del producte qui hi era venut. Aquest era produït per un artesà mestre que feia que tota la família hi treballés i transmetia el seu ofici de pares a fills. No obstant i això, nombroses botigues eren propietat de grans dignataris o funcionaris que les llogaven als artesans. Els lloguers citats a la Diataxis d'Ataliota se situen entre 22 i 38 nomismata anuals, que eren dues o tres vegades mes que el salari d'un obrer qualificat. En comparació amb el valor de la botiga, el lloguer generava un benefici d'aproximadament 3 % per any, més que el rendiment d'una propietat agrícola que requeria mes inversions anuals.
Al costat d'aquests "treballadors independents", es trobava el conjunt dels funcionaris, una nova aristocràcia que substituïa a l'antiga aristocràcia senatorial a partir del segle vii. Aquesta, desenvoluparia una sèrie de disciplines "tècniques" com la cal·ligrafia, taquigrafia o la topografia, essencials al desenvolupament de la burocràcia. Al poc temps, les grans famílies terratinents com les Alôpoi, Monòmac, Comnè, Ducas, es trobarien a Constantinoble per a buscar una feina al voltant de l'emperador. Aquests "homes del Palau" que es qualificarien d'homes de la casa (oikeioi anthrôpoi) o imperials (vasilikoi) van monopolitzar les grans funcions estatals, i adquiriren títols qui donaven dret a emoluments (roga), com els membres de les forces militars i funcionaris. Així, un protospatharios rebia 1 lliura d'or anualment, un hypatos 2 lliures, un magistros 16 lliures i un kouropalates 32 lliures. Aquesta situació permetria a un funcionari com Miquel Ataliota (de 1022 a 1080) com a alt funcionari i historiador romà d'Orient, sota els emperadors Miquel VII Ducas i Romà IV Diogènes, constituir-se un patrimoni diversificat consistent en roga (salari), botigues i terres agrícoles, gràcies a les quals podria fundar el monestir del Prodromo (Précursor) a Constantinoble. Havent heretat un domini (oikos) a Rhodosto (avui Tekirdağ a Turquia), el transformà en asil per a pobres (ptôchotropheion), i el subordinà el monestir de Constantinoble. Crearia aix una unitat socioeconòmica que li permetia viure en autàrquicament gràcies als ingressos rurals i pel lloguer d'habitatge i botigues en el territori de la fundació. L'asil i el monestir retornaven els ingressos en forma d'obres benèfiques, i el superàvit anava a mans del propietari. Aquests clans poderosos arribarien a constituir-se en autèntiques clienteles (prostasia) reals, que podran protegir-se contra les confiscacions, i que no dubtaran a recórrer als emperadors per a desfer-se d'oponents polítics.
A partir de la segona meitat del segle viii, s'inicià un període d'expansió econòmica que s'accelerarà en els segles xi i xii, fruit del creixement demogràfic.També es produirà un increment de la producció agrícola, que afavorirà els intercanvis entra ciutats i zones rurals, mentre que la demanda exterior creixerà tant des dels països islàmics com de l'Europa Occidental. Constantinoble, Tessalònica, Corint, Thebes, Trebisonda van ser els principals centres d'intercanvis cap als països musulmans i Itàlia.
L'ocupació llatina de 1204, explicaria el final d'aquest període de prosperitat de Constantinoble, que deixaria de ser un centre d'articles de luxe i semi-luxe, tot i que els emperadors llatins intentarien reprendre el comerç amb Itàlia i Egipte. Durant aquest període, els emperadors refugiats a Nicea, concediran a les ciutats tant d'Àsia Menor com a les europees, privilegis fiscals als quals s'afegiran privilegis judicials i administratius. Aquesta tendència prosseguirà després de la recuperació de Constantinoble sota els Paleòlegs, de tal manera que Joan VI Cantacuzè (r. 1347-1354) podrà descriure l'imperi, a les seves memòries, com una col·lecció de ciutats i d'illes, que progressivament s'esvaeixen, després de les pèrdues dels territoris d'Àsia Menor l'any 1310-1320 i dels Balcans, en el decurs de la segona guerra civil (1341-1347).

## Tresor imperial

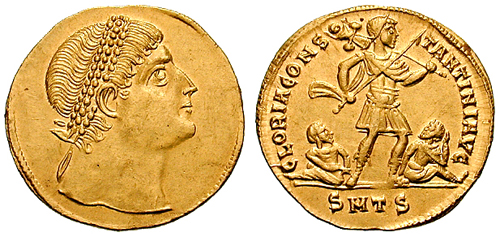
Moneda d'un sòlid i a l'anvers imatge de Constantí, 327, Tessalònica.

Al capdavant de la piràmide social es trobava evidentment l'emperador, que disposava dels ingressos de l'Estat. S'estima que l'any 150 dC. aquests s'elevaven a uns 9.400 000 sòlids (veure «La moneda », a sota) i a 22 milions de sòlids l'any 215. En el transcurs del regnat de Dioclecià (r. 284-305), el pressupost total de l'imperi era d'uns 18 milions sòlids, dels quals una mica més de la meitat provenia de l'Imperi Oriental. D'aquests ingressos, gairebé el 80 % van ser destinats a l'exèrcit i el 10 % a la burocràcia. Per tant, no seria pas sorprenent que els ingressos d'impostos i despeses haguessin fluctuat en funció dels emperadors. Alguns prosseguint polítiques costoses d'expansió territorial (Justinià I, Basili II), d'altres practicant polítiques fiscals i pressupostàries prudents (Marcià, Anastasi I).
A la fi del seu regnat, Anastasi (r. 491-518) havia aconseguit estalviar 23 milions sòlids, l'equivalent de 320.000 lliures d'or. Al començament del seu regnat, Justinià I disposava de 28,8 milions de sòlids, fruit de l'estalvi d'Anastasi i Justí. Menys de quaranta anys més tard, la «plaga de justinià » i les seves amples campanyes militars, provocà que les caixes es buidessin. Justinià, el 554 hauria de renunciar a deu anys d'impostos endarrerits perquè els pagesos no tenien diners per pagar-los, i haurà d'acomiadar els soldats que ja no estaven en servei actiu. D'altra banda, la reconstrucció de la catedral d'Hagia Sofia, deteriorada per un tremolor de terra, va costar unes 20.000 lliures d'or.
Afortunadament, el seu nebot, Justí II (r. 565-578) no només aconseguí liquidar els deutes deixats pel seu oncle, sinó que dirigí una estricta política financera que contrastaria amb les retallades i malbaratament del seu predecessor. Arribaria a l'extrem de cobrar impostos, quan imposava un impost únic de quatre sòlids sobre els posseïdors de cupons que donaven dret a una distribució gratuïta de pa.
Però la mateixa pau, podia resultar costosa quan es comprava pagant tributs a l'adversari: el mateix Justí II va pagar 80.000 peces d'or als Avars, mentre que la seva dona Sofia pagà 45.000 sòlids a Còsroes I per a una treva d'un any. El seu successor, Tiberi II Constantí (r. 578 - 582) es veuria forçat a pagar 7.200 lliures d'or anuals pel mateix privilegi. Una altra paradoxa era que la guerra podria donar lloc a certs beneficis econòmics, quan no comportava una pèrdua de territoris: L'Imperi Romà d'Orient, en un estat de guerra permanent amb els seus veïns, havia d'alimentar un immens exèrcit, fet que aprofitaven els agricultors d'Anatòlia. A més, fins i tot si el seu salari era modest, els soldats se'n gastaven una bona part per comprar béns. Unes taxes que eren beneficioses per l'Estat. Així, els èxits de l'exèrcit romà d'Orient contribuïren en gran part a l'èxit de l'economia.

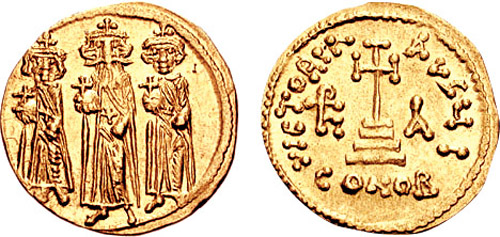
Sota Heracli, el sòlid esdevé nomisma, el seu equivalent en grec

Sota Heracli (r. 610-641) el grec va substituir el llatí com a llengua de l'administració i el sòlid va ser nomenat pel seu nom grec: nomisma (pl. nomismata).
Després d'un fort descens, a causa de la pèrdua d'una ampla part del seu territori i, en conseqüència, de la seva base imposable, durant les guerres amb els àrabs i en bona part del segle vii, els ingressos de l'imperi van incrementar-se. Aquests increments ascendirien aproximadament a uns 1.800.000 nomismata, els informes d'impostos sobre uns 775 fins 1 600.000 nomismata, i el comerç a 200.000 nomismata. Durant el mateix període, els sous dels soldats de l'exèrcit sumaven aproximadament 600.000 nomismata, als quals calia afegir aproximadament 400.000 nomismata per a la burocràcia imperial i 100.000 per a les despeses de l'imperi, deixant així uns 100.000 nomismata d'excedents per als tractats de pau, donacions i suborns.
No obstant i això, l'economia es recuperaria a partir del segle viii, L'emperador Tèofil (r. 829 - 842), malgrat les guerres portades a terme contra els Àrabs, deixà una suma de 7 milions de nomismata a les arques de l'estat, al moment del seu traspàs l'any 842. Així, cap a 850, els impostos contribuirien amb 2.900 000 nomismata als ingressos de l'Estat, mentre que el comerç doblava els ingressos pel que fa al segle anterior, establint-se en 400.000 nomismata. Les despeses militars per a la seva part passarien d'1.200.000 nomismata a 1.400.000 nomismata, i la burocràcia de 400.000 nomismata a 500.000, als quals caldria afegir els dispendis imperials que sumarien fins a 100 000 nomismata un superàvit de 500.000 nomismata. Després d'haver restaurat pel tresor el dràstic estalvi desaprofitat per Miquel III (r. 842-867), Basili Ier (r. 867 - 886) deixà 4.300.000 nomismata a les arques. A banda dels ingressos de l'Estat que pujaven llavors a 3.300.000 nomismata. Un segle més tard, sota Basili II (r. 976-1025), els ingressos anuals pujarien a 5.900.000 nomismata, permetent a l'emperador de deixar al seu successor un important excedent de 14.400.000 nomismata.

Fins en 1204, Constantinoble donarà així una imatge de riquesa i d'opulència, encaminada a impressionar tant els habitants locals, com els emissaris estrangers que venien en missió oficial. Com la de Liutprand de Cremona l'any 940. Tanmateix, la imatge i la realitat eren ben diferents. L'economia va patir un net descens durant la guerra civil, que marcar els últims anys de la dinastia macedònia. Quan l'emperador Romà IV (r. 1068 - 1071) va ser capturat durant la batalla de Mantziciert, el sultà Alp Arslan, que inicialment va suggerir un rescat de 10 milions de monedes d'or, va haver de reduir les seves exigències a 1.500.000 de monedes d'or, a pagar immediatament, i a mes, 360.000 peces d'or pagades en quotes anuals.

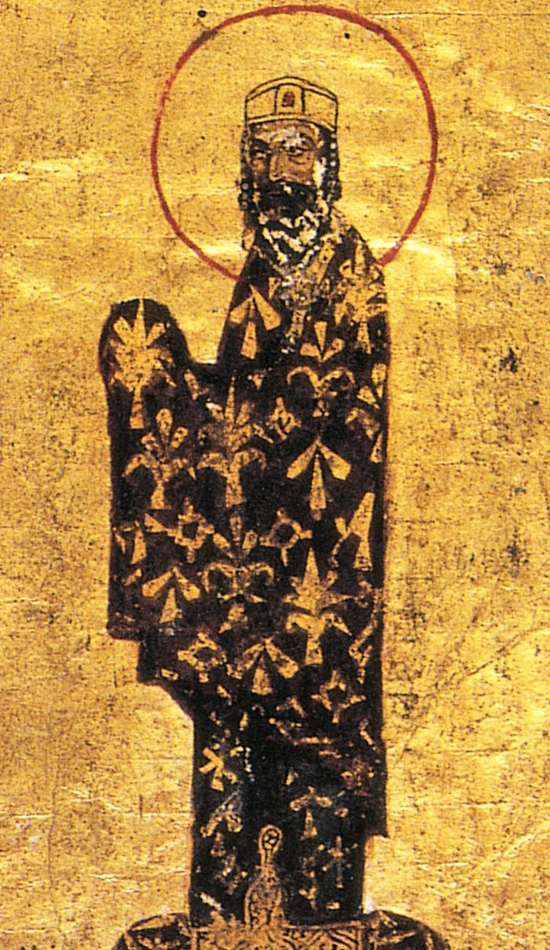
Aleix I va reformar el sistema monetari romà d'Orient reemplaçant el nomisma per la perpra.

Amb la presa al tron per part d'Aleix I (r. 1081-1118), s'imposaria a la població unes càrregues al límit de les seves possibilitats, fins i tot amb la confiscació dels bens de certs nobles i de l'Església. Després d'haver devaluat el nomisma, que havia estat durant set segles la moneda de referència a la conca mediterrània, crearia una nova moneda d'or, la perpra, que romandrà estable en el decurs dels dos segles següents. Al mateix temps, però, va prendre una decisió que esdevindria desastrosa mes endavant: la concessió d'enormes avantatges comercials a Venècia pel crisòbul de 1082. A partir d'aquesta, i en detriment del propi comerç romà d'Orient, i mitjançant l'impost conegut com a «commèrcion», es carregava a totes les importacions i exportacions, informant al Tresor d'uns 20.000 perpres per dia. Un fet que permetria a l'Estat de captar uns 5.600.000 perpres de guanys l'any 1150.
Hi ha diversos fets que explicarien el successiu col·lapse de l'economia romana d'Orient: L'expansió del comerç italià (Venècia, Gènova, Pise) a Mediterrani i al Mar Negre, la pèrdua progressiva molts territoris a les mans dels Turcs, i el desmembrament de l'Imperi després de la caiguda de Constantinoble a mans dels croats l'any 1204. Un cop Miquel VIII va expulsar la dinastia del Llatins de Constantinoble, la capital havia estat destrossada, tant pel saqueig dels invasors com pels incendis que havien destruït els barris del centre i nord de la ciutat, obligant els seus habitants a refugiar-se als estats veïns de l'Epir, Nicea i Trebisonda.
El 1348, Constantinoble gestionava uns ingressos de 30.000 perpres, mentre que l'única colònia genovesa de Galata, a l'altre costat del Corn d'Or, disposava de 200.000 perpres. Joan VI Cantacuzè intentà construir una flota que podria haver-se apoderat del comerç marítim, disposant només de 50 000 perpres. A això caldria afegir diversos tributs que els emperadors van haver de pagar a potències exteriors: Joan V Paleòleg pagà un rescat de 180.000 florins al tsar búlgar Ivan Alexandre. L'any 1366; i el 1370 l'imperi va lliurar 25.663 perpres a Venècia pels danys ocasionats a les propietats venecianes. Manuel II (r. 1391–1425) va pagar un tribut anual de 300.000 monedes d'or al sultà, a causa d'un tractat desfavorable amb els turcs otomans. En síntesi, l'any 1453, l'únic barri genovès de Constantinoble disposava d'uns ingressos set vegades superiors als de l'Imperi. Durant la caiguda de Constantinoble, l'emperador Constantí XI (r. 1448 - 1453) devia a Venècia 17.163 perpres.

## Comerç i intercanvis

Les províncies romanes d'Orient l'any 1025, a la mort de Basili II, que constituïen sovint tant fronteres polítiques com duaneres.

L'economia romana d'Orient, sempre es va mantenir com una economia planificada, on l'Estat vigilava de prop la industria i comerç. Alguns monopolis eren reservats per l'administració imperial: compra, venda i fabricació de certs productes, amb l'objectiu principal d'assegurar el subministrament de Constantinoble, proveir els tallers del Palau de matèries primeres, frenar la recerca de beneficis dels mes poderosos, i obtenir la recerca de diners per les arques de l'Estat. Dins d'aquestes limitacions, però, el comerç continuava sent un assumpte privat. El sistema duaner, era relativament senzill dins les fronters de l'Imperi. Cada circumscripció (tema) esdevenia una frontera de districte duaner, les fronteres de la qual gravava una taxa del 10%, el commèrcion. Aquest taxa, es pagava una vegada a les fronteres de l'imperi o a les de les províncies, un cop que a l'importador o exportador se li lliurava un rebut que li permetia comerciar a tots els mercats romans d'Orient on es fixaven els preus, excepte pel pa.

### Comerç amb Egipte i l'Àfrica del Nord
La primera preocupació dels emperadors, essencial per mantenir-los en el tron, seria sempre alimentar la població de la capital. L'almoina o racionament, finançats per les autoritats tributàries, es destinaven a l'exèrcit i a alguns funcionaris. A partir del 332 es va estendre a uns 80.000 civils, depenent en gran manera de la producció de blat a Egipte i a l'Àfrica del Nord. Conseqüentment, era de vital importància la ruta comercial marítima que unia Egipte i Constantinoble, a través de Xipre, Quios i Bozcaada. Quan aquests subministraments podien ser interromputs (Àfrica del Nord l'any 608, Egipte l'any 619), la fam podia instal·lar-se a la capital. Després de la conquesta d'Egipte pels Perses, sota Còsroes II l'any 619, s'aconseguirà substituir el comerç de blat per la producció a Tràcia, Macedònia, Tessàlia i d'Àsia Menor.
El papir també s'importava com un article important d'Egipte. Va ser conegut a principi de l'imperi per escriure amb tinta porpra que feia servir l'emperador, així com l'oli que es transformava a Marsella.

### Comerç amb l'Extrem-Orient

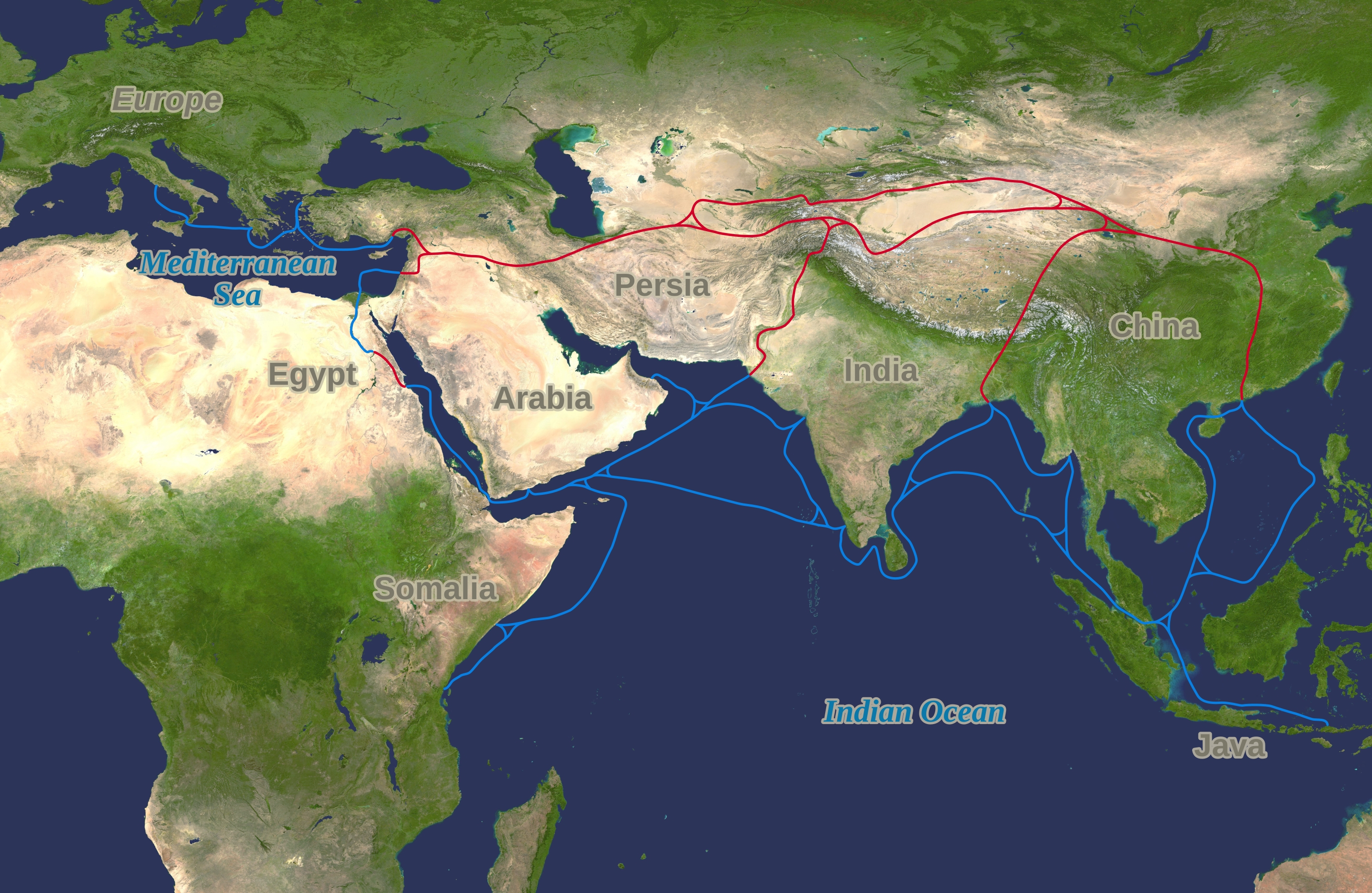
Les carreteres terrestres i marítimes del comerç de la seda.

En segon lloc, no hi ha dubte que el comerç de la seda servia no només a les necessitats de la moda de l'aristocràcia romana d'Orient, sinó que era un mètode igualment de pagament als rics ambaixadors i dignataris estrangers. El monopoli imperial exercit des de Justinià, es fabricava en centres governamentals i es venia únicament a comerciants autoritzats. Això tindria efectes fins que cap a 552-554, dos monjos originaris de l'Àsia central, van sortir amb carros plens d'ous de cucs de seda, en les caravanes que marxaven d'Antioquia de l'Orontes, i travessaven el territori dels parts a través d'Ecbàtana, per arribar a Palmira, on es feien els intercanvis entra caravanes xineses i occidentals.
El comerç de les espècies (pebre, canyella, clau) va ser igualment rellevant, ja que no només s'empraven a la cuina, sinó també a la farmacopea, i com a moneda d'intercanvi amb els bàrbars. Així, durant el setge de Roma per part d'Alaric l'any 408, entre els bens exigits, figurava el rescat d'una ració de 3000 lliures de pebre. A canvi, Constantinoble, exportava productes elaborats a Orient : sedes, joies, esmalts, cristalleria i terrisseria fina. Les seves ciutats frontereres, com Trebisonda, esdevingueren grans magatzems on es trobaven comerciants grecs, armenis i caucàsics.
La ruta marítima del Mar Roja i de l'oceà Índic, coneguda des de l'Antiguitat, s'utilitzava particularment per transportar materials pesants com la fusta i metalls pesants, malgrat la prohibició expressa de vendre aquests productes als enemics de l'Imperi. Diversos ports de la Mar Roja permetien tenir accés a productes d'Aràbia (encens del Iemen, cassia de Somalia, mirra, i perfums diversos). De l'interior d'Àfrica s'obtenia marfil d'elefants, escates de Socotra, banús i altres fustes precioses. L'Illa de Ceilà, era el punt de trobada entre els vaixells de la Mar Roja, amb les flotes xineses vingudes de l'Índia i Pèrsia.

### Comerç amb els pobles del nord

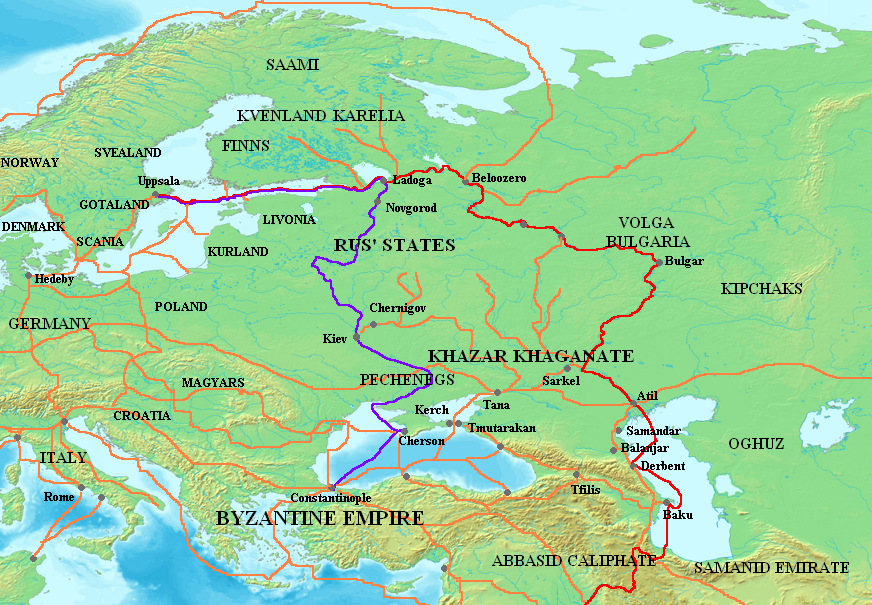
Mapa de les rutes comercials vàregues pujant en violeta, la cèlebre «ruta dels vàregs als grecs » del al i en vermell la «ruta del Volga ».

Gràcies als ports de Kherson i el Bòsfor a Crimea, els romans d'Orient comerciaven amb els Goths, Huns i Àvars, les espècies que portaven d'Orient, així com els productes que arribaven de Constantinoble i de Síria.
La «ruta comercial dels varegs als grecs » es va establir probablement a finals del segle viii o principis del ix quan els exploradors varegs, que exercien de pirates, cercaven botí i esclaus. Aquest comerç guanyà importància a partir del segle x i principis del segle xi mentre quan s'utilitzà simultàniament amb la ruta comercial del Volga, que era conduïda pels khàzars cap a diverses tribus germàniques.
Aquesta ruta, s'utilitzava per transportar diversos productes al transport de diverses mercaderies. Els varegs importaven de l'Imperi Romà d'Orient, vi, espècies, joies, cristalleria, teles precioses, imatges i llibres. Kíev era un lloc d'intercanvi per al pa, els objectes artesanals, les monedes de plata, etc. A la Volínia es venien rodes i altres bens. Escandinàvia proporcionava armes i objectes artesanals. El nord de Rússia exportava fusta, pells, mel i cera, mentre que les tribus bàltiques venien ambre.
Aquesta ruta permetia també arribar a unes altres vies navegables d'Europa de l'Est, com la dels rius Prípiat i Buh que, passava per Ucraïna, Belarús i Polònia, tot i conduint a l'Europa de l'Oest, així com la ruta comercial del Volga qui baixava aquest riu fins a la mar Càspia.

### Comerç amb Occident
La reconquesta d'Àfrica del nord i d'Itàlia sota Justinià va restablir el poder de l'Imperi Romà com a potència marítima a la Mediterrània. Aquest fet, facilitarà la recuperació dels intercanvis comercials amb l'Occident, ocupat en gran part pels "pobles bàrbars". Curiosament, aquest comerç es va portar a terme pels comerciants arribats de Síria, Àsia Menor i Egipte, confosos sota el nom de "sirians". Al segle vi ja s'havien establert nombrosos enclavaments comercials a totes les grans ciutats d'Itàlia i de la Gàl·lia (Roma, Nàpols, Ravenna, Marsella, i Narbona), des d'on les seves xarxes comercials s'estenien a l'interior (Bordeus, París, Trèveris), fins a arribar a les Illes britàniques a l'oest i Sibèria a l'est. Es venien productes de Síria (nom que englobaria tota la costa oriental de la Mediterrània) i d'Egipte. Els vins de Gaza i de Sarepta eren particularment apreciats a la Gàl·lia. Gregori de Tours criticà els teixits de cotó desconeguts fins llavors a Gàl·lia i les sedes utilitzades a la vegada per a la roba i tapisseria. Constantinoble exportava també columnes de marbre a tota la Mediterrània, emprades per la construcció de les esglésies i dels palaus.

### Les transformacions del comerç

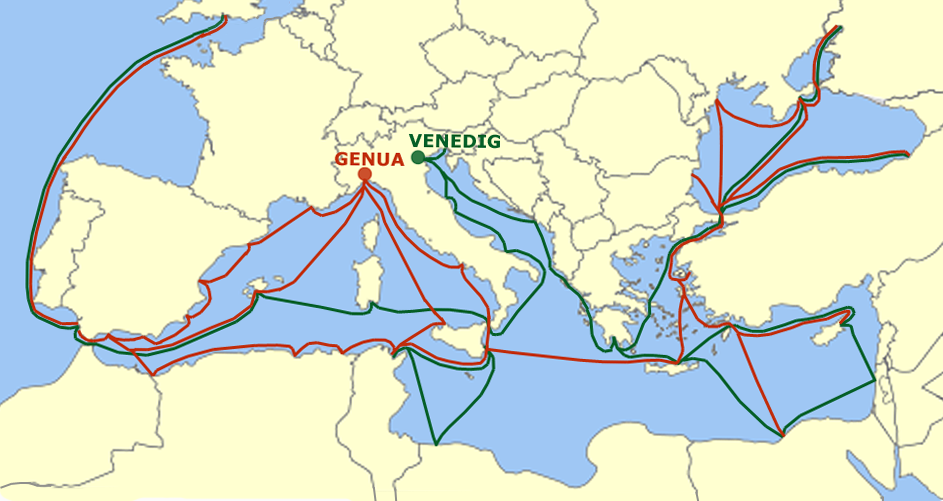
Una lluita sense pietat oposarà Venècia i Gènova pel control de les rutes comercials a la Mediterrània.

El volum del comerç entre les diferents parts de l'imperi, així com els circuits comercials, va canviar amb les guerres i les invasions que van afectar l'economia, tant a la part occidental com oriental de l'imperi. Quatre factors importants van contribuir a modificar els circuits comercials: les conquestes àrabs del segle vii, l'establiment dels russos a Constantinoble al segle x, la progressió del comerç de les repúbliques italianes al segle xi, així com la presa de Constantinoble pels croats en el segle xiii.
Després que els Àrabs estenguessin el seu imperi cap al nord, en direcció a Síria i Cilícia, la creació d'una flota pel califa omeia Muʿāwiya Ier marcaria la fi de la supremacia romana d'Orient a la Mediterrània. Certament, el comerç continuà fins al segle xii, durant els períodes en que regnava una pau fràgil entra les dues parts en conflicte permanent. Malgrat les prohibicions renovades per alguns emperadors com Joan Tsimiscés (r. 969 - 976) per exportar productes estratègics com la fusta i els metalls, l'any 971, aquests arribarien per mar a territori musulmà, tot i que l'imperi mantenia les possessions de Xipre, Creta i Sicília. Amb el temps, les capitals d'aquest món musulmà, Bagdad, Damasc, Còrdova, es posarien a rivalitzar amb Constantinoble, mentre que Antioquia de l'Orontes i Alexandria es tornarien a convertir en importants mercats internacionals. Els territoris per on passava la ruta de la seda i les espècies, estarien ara en mans dels àrabs. Per aquest motiu, els comerciants romans d'Orient hauran de trobar altres circuits i, en cas que volguessin continuar emprant els principals ports de Síria, van haver de pagar-los uns drets que reduirien singularment els seus beneficis.
Entre aquestes noves rutes, les que van conèixer una major expansió, van ser les que connectaven els varegs i grecs. Els ports de Crimea, com Querson, van prendre llavors una nova importància pels comerciants grecs. Podien visitar el poble Khàzar, amb la seva capital Itil sobre el Volga, que havia esdevingut al segle xiii un mercat internacional. Es van desenvolupar dues grans corrents comercials, l'una dirigida cap la regió bàltica i els països escandinaus; l'altra cap a la Mar Negra i el Caspi. Els russos van construir magatzems al llarg d'aquestes rutes, que podien esdevenir ciutats, amb enclavaments comercials a Constantinoble (que ells nomenen Tsarigrad), al barri de Sant-Mamas, en virtut del tractat signat entre Oleg i Lleó VI el Filòsof l'any 911. En seguiran altres acords, sempre precedits dels atacs russos contra Constantinoble: el 945 entre Romà Lecapè i Ígor de Kíev; l'any 971 entre Joan Tsimiscés i Sviatoslav; i l'any 1046 entre Constantí VI i Iaroslau I de Kíev. Tots renovaven o ampliaven les clàusules comercials del primer tractat.

Expansió dels diferents califats: sota Mahoma 622-632; durant els quatre primers califes 632-661; sota la dinastia Omeia 661-750.

Interromput per les invasions àrabs, el comerç mediterrani es va reprendre a la fi del segle ix, per intensificar-se després de 963 amb la recuperació de les illes i del nord de Síria serà l'època daurada del comerç romà d'Orient, que tenia llavors tots els eixos comercials per terra i per mar. No obstant això, entre 1050 i 1150, aquest comerç, sacsejat per la crisi financera que impactà l'economia entre 1068 i 1080, passaria progressivament a mans dels amalfitans, venecians i pisans, presents a les ciutats marítimes de l'Adriàtic i de la mar Tirrena des del segle ix.
Aleix I Comnè (r. 1081 - 1118), coronat el 1082, va concedir als venecians encara nominalment com a l'Imperi Romà d'Orient, importants privilegis comercials en compensació a l'ajuda naval que li havien aportat contra els normands en el setge de Durres. L'any 1112 van fer el mateix a Pisa, perquè aquesta ciutat no aportava el seu recolzament naval als enemics de l'imperi, concedint una reducció a 4% de la taxa sobre les importacions, un districte a Constantinoble, una zona a l'Hipòdrom per assistir a les curses de cavalls, i una plaça a Santa Sofia per assistir als oficis religiosos. Els privilegis concedits als venecians serien renovats pel mateix Aleix l'any 1084 i l'any 1109, pels seus successors Joan Comné l'any 1148 i, probablement, l'any 1175 per Manuel I Comnè. A continuació, l'any 1182 i 1185 sota Aleix II Comnè,i l'any 1187 i 1189 per Isaac II Àngel. Aquests privilegis, alhora que reforçaven la competència, afeblien la burgesia comerciant romana d'Orient, que tanmateix sufragava una bona part de les despeses militars de l'emperador. Quan a la segona meitat del segle xii, els emperadors s'adonaren del perill que suposava per ells el comerç venecià, intentaren neutralitzar-lo oferint concessions suplementàries a Pisa, així com a Gènova i a Ancona; però ja seria massa tard.
La Caiguda de Constantinoble l'any 1204, a mans dels Llatins, en la Quarta Croada, el veritable cervell de la qual no era altre que Dux de Venècia, marcà la fi de l'Imperi Romà com potència comercial. Constantinoble va perdre la seva posició de mercat central entre Orient i Occident. La creació dels Estats francs a Síria, i el desenvolupament dels seus ports, van fer que els productes que arribaven del comerç amb les Índies i la Xina arribessin als mateixos, on eren transportats a Occident per vaixells italians. En el front intern, una part de la població de Constantinoble va emigrar, seguida d'una reducció dràstica del consum, i un esfondrament de la indústria dels productes de luxe. La cort imperial dels llatins, no va poder revertir aquesta tendència, havent de demanar préstecs als comerciants venecians, i posar com aval les relíquies més santes de la ciutat per sobreviure. L'expansionisme búlgar i la rivalitat entre els estats regionals romans d'Orient (Epir, Trebisonda, Nicea) incidiren també en la precarietat de qualsevol indici de desenvolupament econòmic de l'Imperi Llatí.
D'altra banda del costat romà d'Orient, a l'Imperi de Nicea, un sobirà com Joan III Ducas Vatatzes (r. 1221 - 1254) desenvoluparia l'economia local, frenant així el domini comercial de les potències italianes, S'exportaven els seus excedents agrícoles tant als turcs seljúcides o venien als comerciants italians. Però ja no es tractaria més d'un comerç de dimensió internacional. Fins i tot, quan el propi Miquel VIII restablí l'autoritat dels Paleòlegs a Constantinoble, aquesta no seria més que una ciutat «com totes les altres ciutats i illes del meu imperi » com diria més tard Joan VI Cantacuzè. La capital, s'enfrontà també als privilegis fiscals atorgats a diferents ciutats com Ioànnina o Monembasia. A la pràctica eren enclavaments autònoms, i servien pràcticament com centres d'intercanvi per als comerciants italians, i prenent més rellevància que el capital nominal de l'imperi. D'altra banda, ni Gènova ni Venècia havien renunciat a afirmar la seva supremacia comercial. La supressió de la flota romana d'Orient per Andronic II (r.1282 - 1328) lliurà la defensa de Constantinoble a la bona voluntat de Gènova. Per la seva banda, Venècia afirmaria els seus interessos a les regions costaneres del sud de Grècia, i a les illes de Negrepont i de l'Arxipèlag. A la mateixa Constantinoble, es va voler eliminar tot el que entorpia el seu desenvolupament comercial, en particular el del blat. Mentrestant, els genovesos feien del barri de Pera un territori autònom, que tractava d'igual a igual amb l'emperador. La rivalitat entre les dues repúbliques, degeneraria finalment en un conflicte en el qual Constantinoble es veuria immersa durant la guerra civil que marcaria la successió d'Andrònic III. Per un costat Joan VI Cantacuzè recolzaria els genovesos, mentre que la regent Anna de Savoia donaria suport als venecians. Mentrestant, els turcs pressionaven el territori romà d'Orient, fins a arribar l'any 1341, en què l'Imperi Romà no era més que un petit imperi grec europeu format per Constantinoble, Tessàlia, l'Epir i Acarnània.

## La moneda

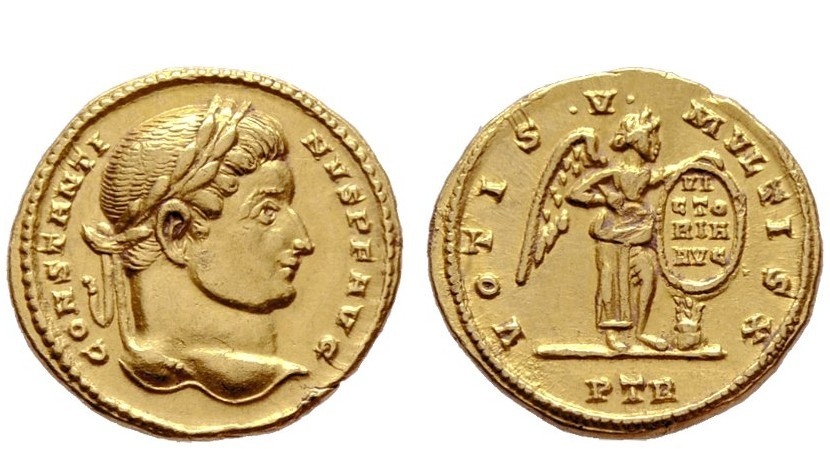
El sòlid va ser encunyat per primer cop a Trèveris l'any 309. Aquí, un exemplar encunyat amb motiu del 15è aniversari de la coronació de l'emperador l'any 311. Les lletres PTR = P(ercussa) TR(everis) = Encunyat a Trèveris.

Encunyada per primer cop en un taller a Trèves cap el 310, el sòlid va ser una moneda concebuda per Constantí Ier (r. 306 - 337) per finançar el seu exèrcit; que reemplaçava l'aureus, o moneda d'or que havia estat fins llavors la moneda oficial de l'imperi. A finals del segle IVe valia 1/72e de lliura i pesava 4,5 g, i seria el pivot del sistema monetari romà d'Orient durant deu segles.
Sota Teodosi I el Gran (r. 379-395), es va crear el semi-sòlid, conegut com a semissis, i sobretot del terç de sòlid, o tremissos (1,5 grams d'or), que va ser encunyat abundantment. Aquesta moneda va fer que feu que l'or fos més accessible per les persones i augmentés la seva difusió ens els circuits econòmics.
Anastasi I (r. 491-518), del qual ja s'ha tractat la seva rigorositat fiscal, va dur a terme diverses reformes, una de les quals consistiria en substituir el pagament en espècie per pagaments en efectiu. Per facilitar-ho, va posar en circulació l'any 498 una peça de coure, encunyada amb diverses denominacions. Aquest moneda va ser particularment apreciada, perquè el seu valor es regulava en funció del sòlids i equivalia a 1/210e de sòlid; amb la qual cosa permetia comprar una barra de pa. Va romandre relativament estable en el transcurs dels segles següents.
A partir d'Heracli (r. 610-641), el sòlid serà conegut pel seu nom grec de nomisma (pl. nomismata).

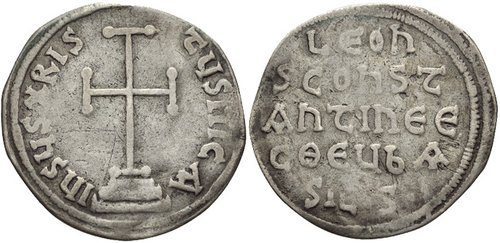
Reproducció del primer miliarèsion encunyat per l'emperador iconoclasta Lleó III Isàuric per celebrar la coronació del seu fill Constantí V. A destacar l'absència de figura humana que és reemplaçada per la creu.

Sota Lleó III Isàuric (r. 717 - 741) aparegué una nova moneda de plata nomenada miliarèsion, ja que en la seva primera emissió al segle iv valia 1000 nummus (una petita moneda de coure de l'època). Encunyada per celebrar la coronació del seu fill Constantí com coemperador l'any 720,i modelada sobre el dirham àrab, valia 1/12è del nomisma i ompliria el buit entre el nomisma d'or i la moneda de coure que després es va bescanviar a 288 per a un nomisma.
Nicèfor II Phocas (r. 963-969) va liderar moltes campanyes contra els àrabs. Per finançar-les, creà una nova moneda, el tetartèron. Tot i que es va bescanviar simultàniament pel nomisma, a les transaccions oficials era 1/12è més lleugera que aquest, i serviria probablement per pagar els veterans inactius. Per distingir les dues peces, les coneixerem com a «nomisma histamenon » o «nomisma estàndard». El tetartèron, s'utilitzarà fins al 1092, la qual serà reemplaçada per una peça de coure del mateix nom que seria de curs legal fins mitjans del segle xiii.
Quan Aleix Ier va prendre el poder l'any 1081, les finances de l'Estat estaven en ruïna i el nomisma es va devaluar, havent passat de disset quilats a dos entre 1071 i 1092. Per fer-hi front, l'emperador aprofitaia la coronació del seu fill Joan per substituir el nomisma per la perpra, moneda d'or de vint-i-un quilats. Aquesta valia prop de 7/8 de l'antic nomisma, abans la seva devaluació, i era la peça més pura fins llavors coneguda. També sorgiren noves monedes: l'aspró (tricèfal) valent 1/3 de la perpra, es va encunyar l'electrum (aliatge d'or i plata), mentre que el staminum, valia una 1/48 ena part de la perpra, fet de billó (aliatge d'or i coure). Aquest sistema continuaria sense canvis importants durant dos segles. No obstant i això, si el valor de la perpra es mantingué durant tot el segle xii, donant suport als regnats d'Andronic Ier fins Aleix III, el sistema caurà sota Manuel I i Isaac II del 1/4 al 1/6 de la perpra. El staminum, per a la seva part, passarà de 1/48è de la perpra l'any 1136, i a 1/120 ena l'any 1190, i a 1/184 ena l'any 1199.

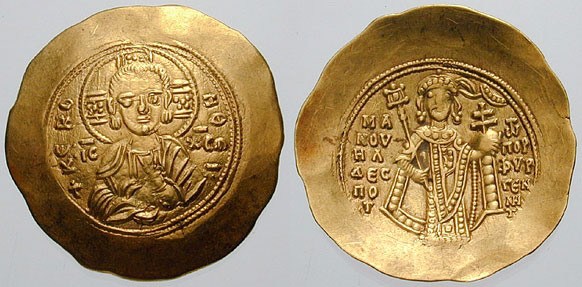
Perpra de Manuel I Comnè

Durant aquest segle, el comerç d'or, la perpra, nomenat besant a Occident, excepte a Sicília i a Hispània, ningú no encunyaria monedes d'or. Aquest va ser un valor de referència a tota la Mediterrània, com ho era el dinar àrab, i utilitzant-se pels comerciants de les diverses repúbliques italianes per a les seves transaccions al mar Egeu.
El període del 1204 a 1453 va ser complex en termes monetaris. En el plànol monetari: el saqueig de Constantinoble, la creació d'Estats successors, i la guerra civil que seguiria a la recuperació de la capital, provocaria pèrdues continues que es van traduir en la devaluació de la moneda. A banda de la creació de diverses monedes «nacionals» (Sèrbia, Bulgària). Al mitjans del segle xiv, mentre que l'or tornava a aparèixer a Occident (Gènova el 1252, i Venècia el 1284), desapareixia de l'imperi el 1367 on la perpra de plata substituiria l'or. Es podran distingir tres períodes. En el decurs del primer: del 1204 a 1304, el tricèfal va ser devalutat sota Manuel Ier i Andronic Ier, que esdevindrà una moneda d'argent sota el regnat de Teodor I Lascaris. Les monedes de coure, staminum i tetartèron valdrien respectivament 1/288 i 1/576e de la perpra. Sota Andrònic II, el contingut d'or de la perpra ja no superaria els 5 quilats. A mes, la perpra imitaria les monedes italianes: la perpra sota Joan V (r. l 1341 -1391) va prendre com a referència el florí, mentre que sota Manuel II (r. 1391 - 1425) imitaria el ducat venecià. Així doncs, entre ducats i florins es regiria el conjunt dels comptes romans d'Orient. Van aparèixer noves denominacions amb un valor que queia constantment. Durant el període que s'estén entre 1304 a 1367 apareixeria el basilikon, moneda de plata. També sorgeix una nova moneda de billó: el tornese/politikon, que valen 1/96 de la perpra, mentre que el staminum i el tetartèron 'es cotitzaran entre 1/384 i 1/768 de la perpra. A partir de 1367, i fins a la caiguda de l'imperi, la moneda de base serà el stavraton, una peça de plata pesada, el valor de la qual era la meitat d'una perpra. Mentrestant, la cotització del tornese/politikon arribarà a 1/192e de la perpra, apareixent després el folaro que es cotitzà a 1/576 de la perpra.
Les croades introduiran diverses monedes estrangeres a l'est, com les lliures de plata angleses, o els darrers tornesel franceses. També caldrà teniren compte el ducat de plata venecià (dit «gros»), el carlí, utilitzat pels banquers toscans, i el ducat d'or venecià que arribarà e l'Egeu sobre la segona meitat del segle xiv. La seva introducció es veurà facilitada per la falta d'estabilitat de la moneda romana d'Orient, o la seva falta de disponibilitat, ja que l'imperi no disposaria més de l'accés a les mines necessàries per la seva producció. Progressivament, la perpra devaluada fou abandonada pel gran comerç. Al mateix temps, les lletres d'intercanvi van fer la seva aparició tant a Occident com a Orient. Aquí, Joan Eugènic per exemple, nomofilac de Tessalònica, transferiria el 1425 fons de la capital a la seva ciutat per satisfer les necessitats de la seva família.

## Observacions
- Un estudi de Bagnall per a la regió de Karanis al Baix Egipte demostra que els grans terratinents posseïen entre el 20% i el 30% de la terra. Més del 50% de petits propietaris posseïen entre 2 i 8 hectàrees de terreny per la seva subsistència, pagar la renda i els impostos [Landholding in Late Roman Egypt : The Distribution of Wealth, Journal of Roman Studies, 82, 1992, pp. 285-296].
- Segons Procopi, en tres mesos, 5.000 i després 10.000 persones van morir un dia a la capital (Procope, Bella II, XXII-XXIII)
- No obstant això, és difícil estimar el pressupost total de l'imperi en aquest moment, amb una gran part dels impostos pagats en espècie [Treadgold (1997) p. 144.]